# أندرو فرو
أندرو فرو (بالإنجليزية: Andrew Frew)‏ هو لاعب دوري الرغبي أسترالي، ولد في 9 مارس 1975 في أستراليا.